# Granita

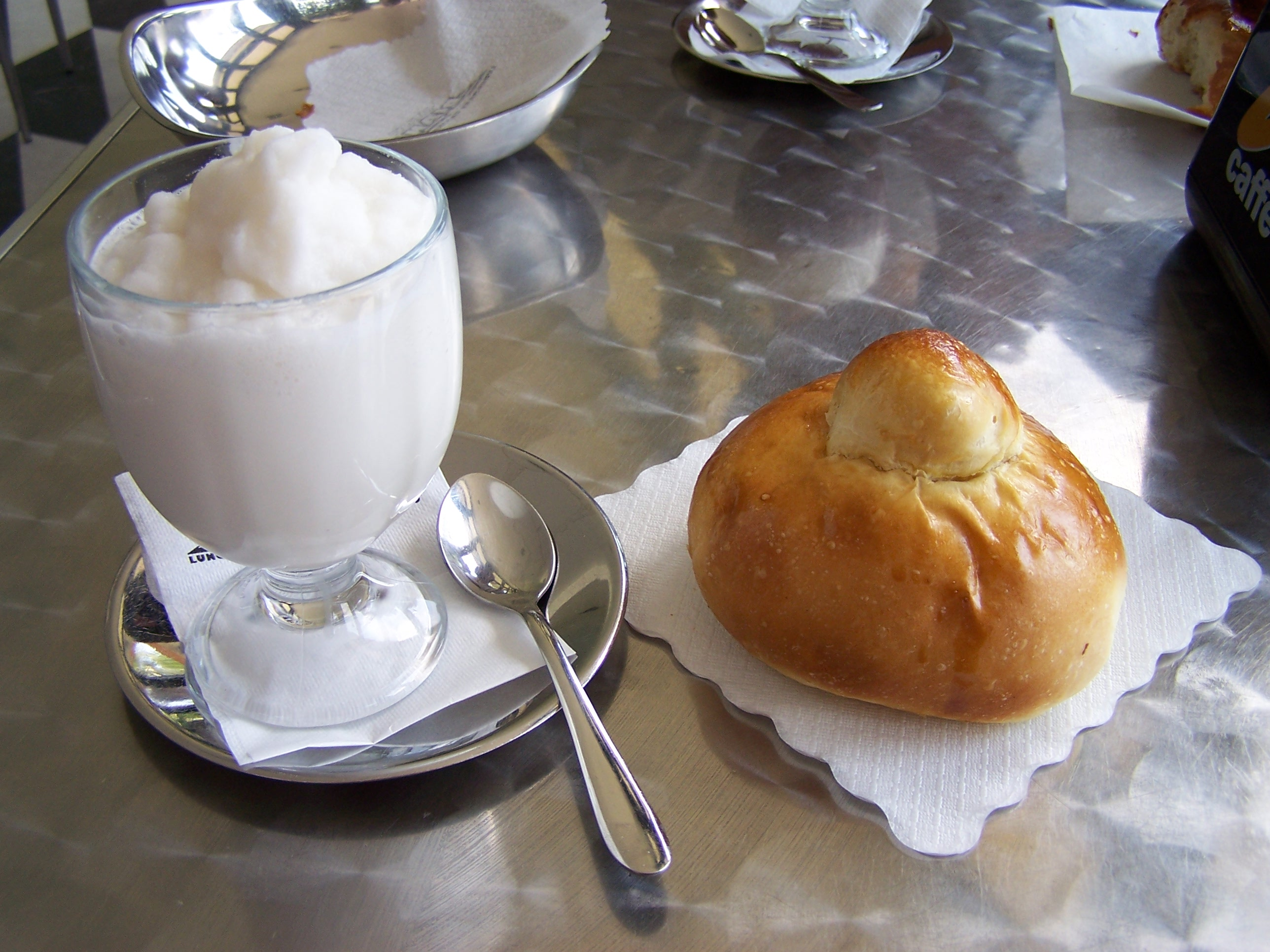
Sizilianisches Frühstück: Mandelgranita auf Mandelmilch mit Brioche

Granita (auch Granité) ist eine halbgefrorene sizilianische Süßspeise mit einer Sorbet-ähnlichen Konsistenz. Vermutlich ist es eine Erfindung der Araber, die das Gebiet einst mitbesiedelten.

## Allgemeines

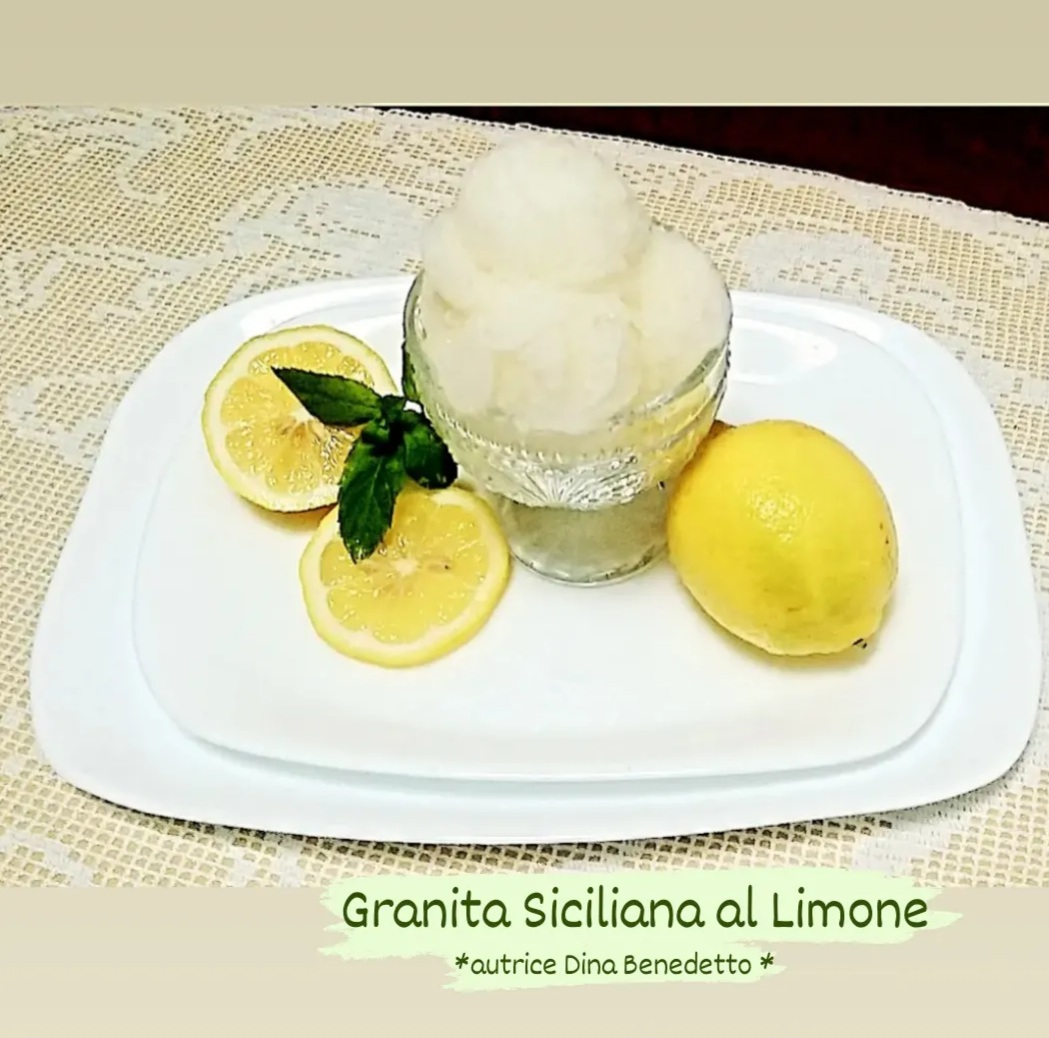
Der Klassiker, Limonengranita bzw. „Granita Siciliana al Limone“

Der Begriff leitet sich vom Lateinischen granum für Korn ab, was auf die körnige (kristallene) Konsistenz der Süßspeise hinweist.
Im Gegensatz zu Granita wird Sorbetmasse während des Gefrierens kontinuierlich gerührt, was zu einer cremigeren, weniger kristallinen Konsistenz führt, als bei Granita. Anders als halbgefrorene „Slush“-Getränke, wird Granita normalerweise ohne den Zusatz von Lebensmittelfarbe angeboten.
Granita wird üblicherweise in einem Kelchglas mit einem Teelöffel serviert und häufig mit Gebäck, etwa mit Brioches, kombiniert, unter anderem auch als erfrischendes Frühstück an heißen Sommertagen.

## Zubereitung
Die ursprünglichste Granitasorte wird mit Zitronensaft zubereitet. Normalerweise ist Granita vegan und alkoholfrei, es gibt jedoch auch Rezepte, bei denen die Espressovariante mit Sahne kombiniert wird, oder Fruchtgranita mit einem alkoholischen Getränk, wie Aperol, zubereitet wird.

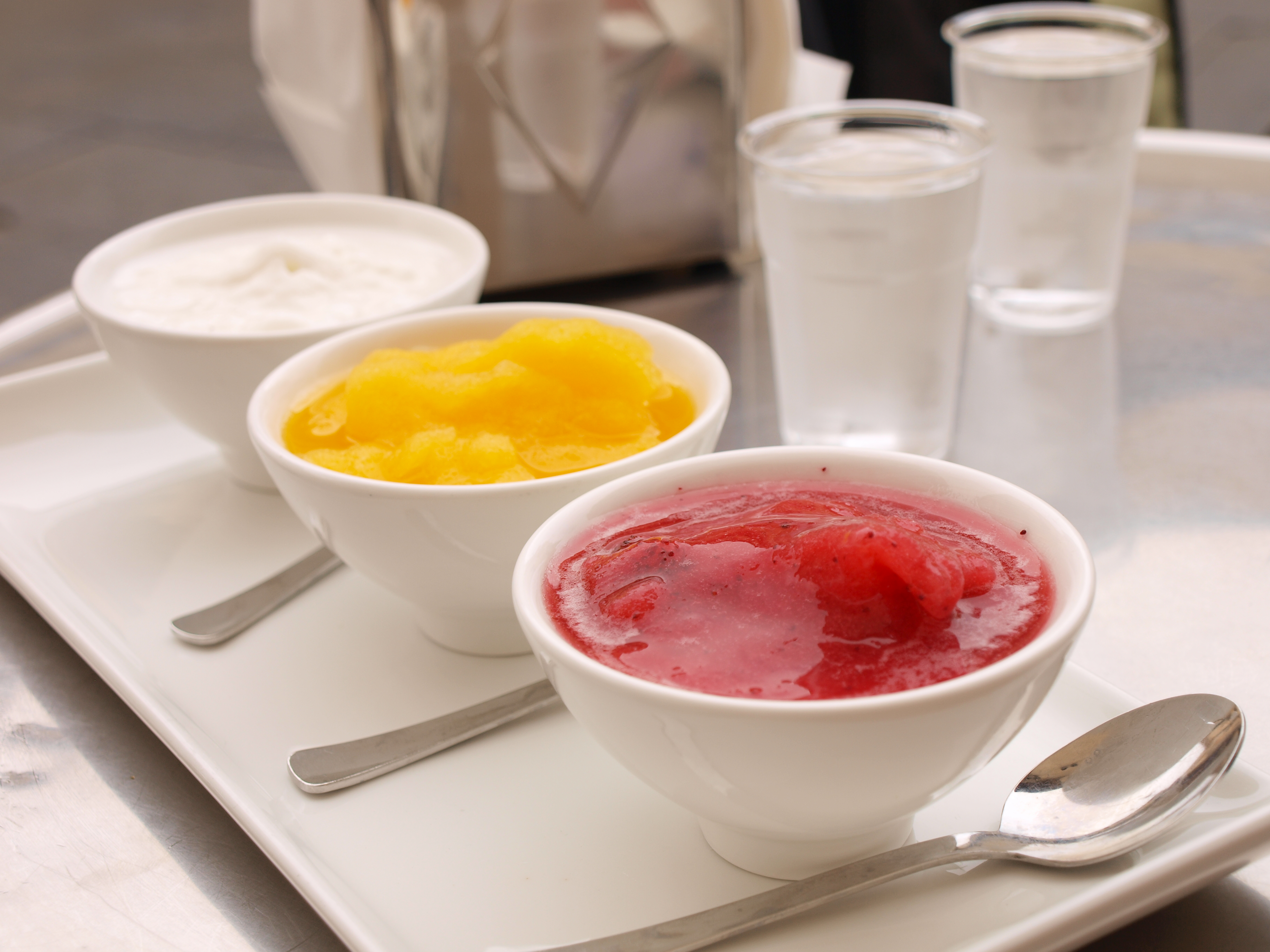
Verschiedene Granitasorten

Granita lässt sich einfach selbst herstellen. Das Grundrezept beinhaltet lediglich die folgenden zwei bis drei Zutaten:
- Fruchtsaft, oder pürierte Früchte
- Zucker
- Wasser (je nach Konsistenz)

Zunächst wird die Fruchtkomponente mit Wasser und Zucker vermengt, wobei das Wasser bei der Verwendung von Fruchtsaft ggf. überflüssig ist. Die Mischung wird so abgeschmeckt, dass sie in ungefrorenem Zustand etwas süßer als gewünscht schmeckt, weil Tiefgekühltes stets etwas weniger aromatisch wirkt. In einem flachen Metallbehälter (z. B. einer Brat- oder Kuchenform) wird die Masse für eine bis zwei Stunden tiefgekühlt. Danach haben sich bereits Eiskristalle gebildet, die mit einer Gabel aufgekratzt und gelockert werden, bevor die Masse vollständig erstarrt ist. Dieser Vorgang sollte noch mindestens zwei Mal (nach jeweils einer Stunde Kühlzeit) wiederholt werden. Danach kann die Granita – die frisch zubereitet am besten schmeckt – serviert werden.